# 波默羅伊 (愛荷華州)
波默羅伊（英語：Pomeroy）是一個位於美國愛荷華州卡爾霍恩縣的城市。

## 地理
波默羅伊的座標為41°32′54″N 93°41′01″W / 41.54833°N 93.68361°W，而該地的平均海拔高度為378米（即1240英尺）。

## 人口
根據2010年美國人口普查的數據，波默羅伊的面積為5.28平方千米，當中陸地面積為5.28平方千米，而水域面積為0.00平方千米。當地共有人口662人，而人口密度為每平方千米125人。